# توماس فريدريك برايس
توماس فريدريك برايس (بالإنجليزية: Thomas Frederick Price)‏ هو قسيس أمريكي، ولد في 19 أغسطس 1860 في ويلمينغتون في الولايات المتحدة، وتوفي في 12 سبتمبر 1919 في Causeway Bay ‏ في الصين بسبب التهاب الزائدة الدودية.